# Grayville, Illinois
Grayville je mesto v Okrožju Edwards v ameriški zvezni državi Illinois.
Po popisu prebivalstva iz leta 2000 v naselju živi 1.725 ljudi na 4,0 km².